# West Elkton (Ohio)
Pour les articles homonymes, voir West Elkton.
West Elkton est un village américain situé dans le comté de Preble, dans l'Ohio. Selon le recensement de 2010, sa population est de 197 habitants.